# Biografielijst Ks

## Ksz
- Adam Kszczot (1989), Pools atleet